# Syndroom van De Quervain
Het syndroom van De Quervain is een ontsteking van een tweetal duimpezen (de m. abductor pollicis longus en m. extensor pollicis brevis).
Deze pezen vormen samen met de pees van de m. extensor pollicis longus de tabatière anatomique (anatomische snuifdoos). De twee betrokken pezen lopen door een peesschede, die vernauwd kan zijn waardoor inklemming en irritatie ontstaat.

## Diagnose
De test van Eichoff en de test van Finkelstein kunnen worden gebruikt om de diagnose te stellen. Bij de test van Finkelstein wordt een vuist gemaakt met de duim in de vuist (duimnagel zo ver mogelijk naar de pink), vervolgens wordt de vuist naar ulnair gedevieerd. Bij de test van Eichoff wordt de pees geprovoceerd door de behandelaar. Deze testen lokken de specifieke pijn uit en zijn bij gezonde personen (vrijwel) pijnloos.
Abductie en extensie van de duim zijn pijnlijk gevoelig en er kan sprake zijn van krachtsverlies van de betrokken spieren.

## Behandeling
Behandeling is in eerste instantie symptomatisch in de vorm van pijnstilling. Pas bij onvoldoende effect kunnen ontstekingsremmende injecties, of, bij zeer hinderlijke klachten, chirurgische vrijmaking van de pezen worden overwogen. Ouderwetse behandelmethodes zijn: (onder meer) spalken of een gipsverband aanleggen.
In de eerste plaats is rust aangewezen, maar geen 100% immobilisatie.
Het is zeer belangrijk om een juiste diagnose te stellen: als weerstandstesten of de test van Finkelstein negatief zijn is er eigenlijk absoluut geen sprake van een syndroom van De Quervain. Manuele mobilisatie of manipulatie van de betrokken gewrichten en zachte tracties zijn evenzeer aangewezen. Oefentherapie voor selectieve training van de specifieke aangedane spieren moet eveneens zeer progressief gebeuren.